# Oswald Haselrieder
Oswald Haselrieder (n. 22 august 1971, Fiè allo Sciliar, Trentino-Tirolul de Sud, Italia) este un sănier ce a reprezentat Italia, medaliat olimpic. A participat la 5 ediții ale Jocurilor Olimpice (1992, 1998, 2002, 2006, 2010) în care a câștigat o medalie de bronz.